# قصر المذرعية
قصر المذرعية أو قصر ابن رمان هو قصرٌ تاريخيٌّ يقع في محافظة تيماء بمنطقة تبوك شمال المملكة العربية السعودية. بُني القصر خلال النصف الأول من القرن الهجري الماضي من الحجارة واللبن.

## تاريخ الإنشاء
أنشئ القصر في عام 1338هـ واستغرق بناؤه 3 سنوات من عام 1335ه‍.

## مساحة القصر
تبلغ مساحة القصر حوالي 6 آلاف متر مربع.

## سبب التسمية
أطلق عليه اسم «قصر المذرعية» نسبة لمكان الأرض التي تم بناؤه عليها. وحين أصبحت محافظة تيماء تحت مظلة الحكم السعودي في عهد الملك المؤسس، أصبح يسمى «قصر الإمارة».

## تفاصيل
يقع القصر بجوار بئر هداج الأثري الشهير. أمر بتشييده وبنائه الأمير عبد الكريم بن علي الرمان، حاكم مدينة تيماء في ذلك الزمن، وبني خلال النصف الأول من القرن الهجري الماضي من الحجارة واللبن. وقد تعاون أهالي تيماء رجالًا ونساءً في بنا القصر، ما يؤكد على قدرة وتحمل الأهالي على البناء الرائع والجميل، حيث بنى الأهالي القصر من مواد الطبيعة المتاحة لديهم في البلدة، وانفرد بطراز عمراني ليعد نموذجًا واقعيًا ونادرًا لأسلوب البناء التقليدي. يتميز القصر بازدواجية الجدران الخارجية، بالإضافة إلى الأبراج كما يحتوي القصر على مسجدين، أحدهما شتوي والآخر صيفي، وفناء كبير داخل القصر، وعدد كبير من الغرف الداخلية. وقد ظل القصر مقرًا للإمارة حتى عام 1398هـ..طل القصر صامدًا لأكثر من 100 عام، مقاومًا بجماله كل تغيرات الأجواء، ليشهد على فترة تاريخية هامة عاشتها محافظة تيماء بمنطقة تبوك شمال السعودية.

## مستقبل القصر
أصبح القصر معلمًا سياحيًا بارزًا من المعالم التراثية بمحافظة تيماء، يحكي تاريخها خلال القرن الهجري الماضي، كما يرجع تاريخه إلى العصر الإسلامي الحديث، مما أدى إلى إقبال الزوار والسياح من داخل المملكة العربية السعودية وخارجها لمشاهدة القصر والاستمتاع بروعة بناءه ومنظره الجميل. وخلال جولة صاحب السمو الملكي الأمير سلطان بن سلمان الأمين العام لهيئة السياحة  التفقدية لمعالم تيماء الأثرية والسياحية قام بزيارة القصر لما يتمتع بأهمية تاريخية كبيرة، وأمر بضرورة الاهتمام بالقصر والحفاظ عليه وذلك بناءً على رغبة ورثة القصر، وأن تشرف عليه هيئة السياحة مما يوحي بمستقبل مبهر للقصر حتى يظل  معلمًا سياحيًا وأثرًا وطنيًا يقصده الزوار والسياح لمشاهدة شموخه وبقائه على مر العصور في ذاكرة التاريخ.